# Dichapetalum pallidum
Dichapetalum pallidum är en tvåhjärtbladig växtart som först beskrevs av Daniel Oliver, och fick sitt nu gällande namn av Adolf Engler. Dichapetalum pallidum ingår i släktet Dichapetalum och familjen Dichapetalaceae. Inga underarter finns listade i Catalogue of Life.